# اسکادن، آرپس، اسلیت، مهرن و فلام
اسکادن، آرپس، اسلیت، مهرن و فلام (به انگلیسی: Skadden, Arps, Slate, Meagher & Flom) یک شرکت حقوقی مستقر در نیویورک است که با حدود ۲۰۰۰ وکیل یکی از بزرگترین و معتبرترین و پرسودترین شرکت‌های دنیا می‌باشد.
مجله فوربز از شرکت اسکادن به عنوان بزرگترین شرکت وال استریت نام برده و این شرکت از سال ۲۰۰۱ هر ساله به عنوان بزرگترین شرکت حقوقی آمریکا انتخاب شده‌است.

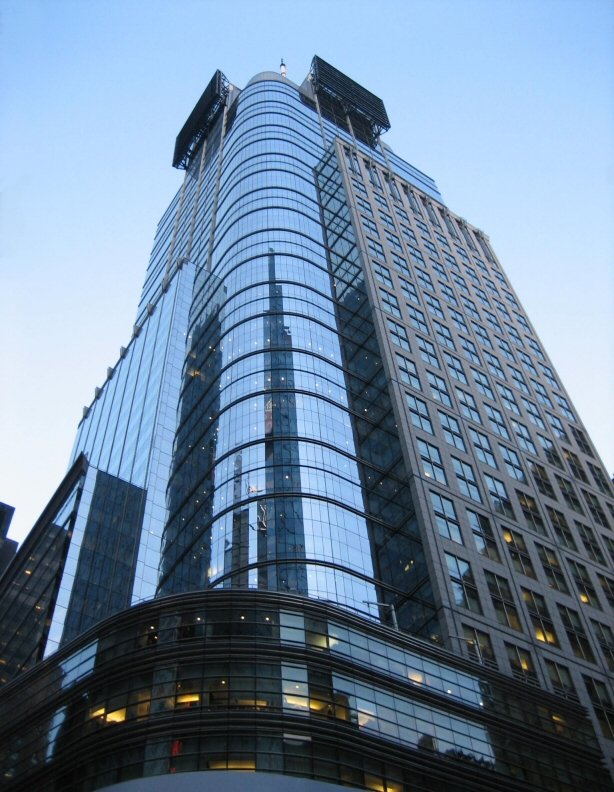
دفتر مرکزی اسکادن در نیویورک

## تاریخچه
- ۱۹۴۸ — شرکت توسط مارشال اسکادن، جان اسلیت و لس آرپس بنیان‌گذاری شد.
- ۱۹۵۴ — جوزف فلام به شرکا پیوست.
- ۱۹۵۹ — ویلیام مهرن به شرکت اضافه شد. الیزابت هد به عنوان اولین وکیل زن شرکت استخدام شد.
- ۱۹۶۱ — نام شرکت به اسکادن، آرپس، اسلیت، مهرن و فلام تغییر کرد.
- ۱۹۷۳ — دفتر شرکت در بوستون به عنوان دومین شعبه افتتاح شد.
- ۱۹۸۱ — پگی کر به عنوان اولین شریک زن به شرکت پیوست.
- ۱۹۸۵ — اسکادن به یکی از سه شرکت حقوقی بزرگ آمریکا تبدیل شد.
- ۱۹۸۷ — شرکت اولین دفتر بین‌المللی خود را در توکیو افتتاح کرد.
- ۱۹۸۸ — شرکت، بنیاد یاران اسکادن را بنیان گذاشت.
- ۲۰۰۰ — دفتر مرکزی نیویورک به میدان شماره چهار انتقال یافت.
- ۲۰۱۱ — جوزف فلام، آخرین شریک زنده شرکت درگذشت.

## دفاتر
اسکادن ۲۲ شعبه در سراسر دنیا دارد:
| - پکن - بوستون - بروکسل - شیکاگو - فرانکفورت - هنگ کنگ - هیوستون - لندن - لس آنجلس - مسکو - مونیخ | - نیویورک - پالو آلتو - پاریس - سائوپائولو - شانگهای - سنگاپور - سیدنی - توکیو - تورنتو - واشینگتن دی سی - ویلمینگتون، دلاور |